# إبراهام جوناس
إبراهام جوناس (بالإنجليزية: Abraham Jonas)‏ هو سياسي أمريكي، ولد في 12 سبتمبر 1801، وتوفي في 8 يونيو 1864. حزبياً، نشط في الحزب الجمهوري. وقد انتخب عضو مجلس نواب إلينوي.